# 큰긴꼬리박쥐
큰긴꼬리박쥐(Choeroniscus periosus)는 주걱박쥐과(신세계잎코박쥐류)에 속하는 박쥐의 일종이다. 콜롬비아와 에콰도르에서 발견된다. 서식지 감소로 멸종 위협을 받고 있다.

## 특징
작은 박쥐로 몸통 길이는 62~70mm이고 전완장은 40~41mm, 꼬리 길이는 8~11mm이다. 발 길이는 7~11mm, 귀 길이는 13~17mm, 몸무게는 최대 14g이다. 등쪽 털은 거무스레한 갈색이지만 배쪽은 약간 밝은 색을 띤다. 주둥이는 길며, 잎코는 잘 발달한 피침형이다. 귀는 짧고 가장자리가 둥글다.

## 생태
먹이는 꽃꿀과 꽃가루이며 곤충을 먹기도 한다. 9월에 새끼 젖을 먹이는 암컷이 포획된다.

## 분포 및 서식지
콜롬비아 서부와 에콰도르 북서부 지역에 널리 분포한다. 해발 최대 500m 이하의 습윤 이차림에서 서식한다.